# Cliché (Hush Hush)
Cliché (Hush Hush) è una canzone della cantante rumena Alexandra Stan, pubblicata come sesto singolo dall' album Saxobeats. Il singolo è stato pubblicato il 27 settembre 2012 ed ha ottenuto un ottimo successo, soprattutto in Italia, dove ha raggiunto la 27ª posizione. È stato pubblicato anche sotto forma di remix.
A gennaio 2013 è diventato la colonna sonora della pubblicità della Tim, entrando quindi in classifica.

## Video musicale
Nel video realizzato per il singolo, Alexandra Stan presiede all'incontro di una setta di uomini e donne incappucciati che si sfileranno poi le tuniche per prendere a baciarsi in slip, e organizza una cenetta romantica con un uomo che provocherà con un frustino.

## Tracce
Digital Download
1. Cliche (Hush Hush) (Radio Edit) – 3:23
2. Cliche (Hush Hush) (MAAN Extended Version) – 4:25

CD
1. Cliche (Hush Hush) (MAAN Extended Version) – 4:25
2. Cliche (Hush Hush) (Raf Marchesini Remix Edit) – 3:35
3. Cliche (Hush Hush) (Raf Marchesini Remix) – 6:15
4. Cliche (Hush Hush) (Da Brozz Remix Edit) – 3:51
5. Cliche (Hush Hush) (Da Brozz Remix) – 5:32
6. Cliche (Hush Hush) (Radio Edit) – 3:23

Remixes EP
1. Cliche (Hush Hush) (Raf Marchesini Remix Edit) – 3:35
2. Cliche (Hush Hush) (Raf Marchesini Remix) – 6:15
3. Cliche (Hush Hush) (Da Brozz Remix Edit) – 3:51
4. Cliche (Hush Hush) (Da Brozz Remix) – 5:32

Versione acustica
1. Cliche (Hush Hush) (Acoustic Version) – 3:22

## Classifiche
| Chart (2012-2013)                  | Peak position |
| ---------------------------------- | ------------- |
| Bulgaria(Singles Top 40)           | 21            |
| Bulgaria (BG Top 40)               | 7             |
| Italia (FIMI)                      | 28            |
| Romania (Romanian Top 100)         | 42            |
| Giappone (Japan Billboard Hot 100) | 11            |

## Pubblicazione
| Nazione | Data            | Formato              | Etichetta      |
| ------- | --------------- | -------------------- | -------------- |
| Romania | 3 ottobre 2012  | Digital Download     | MediaPro Music |
| Italia  | 12 ottobre 2012 | CD, Digital Download | Ego Italy      |